# Ramón Garza Wilmot
Ramón Garza Wilmot (1954. –) mexikói sci-fi-szerző.

## Élete
14 évesen egy tengerészeti szakközépiskolába került. Tisztnek szánták, de ő inkább leszerelt és gépészmérnökként diplomázott. 3-4 évig kémiát tanított az egyetemen, majd elektromérnökként helyezkedett el.

## Munkássága
Sci-fi munkáin kívül biológiai, kozmológia és történelmi tárgyú tanulmányok fűződnek a nevéhez.